# ソンテウ

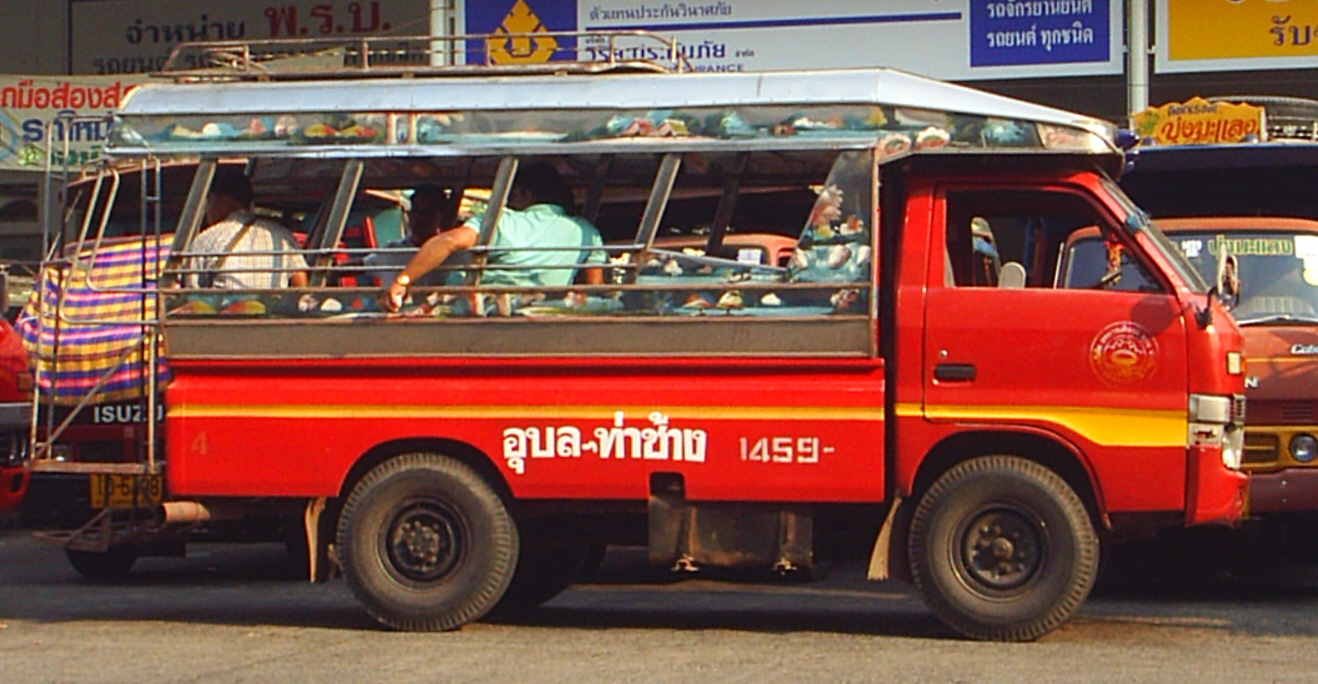
ソンテウ

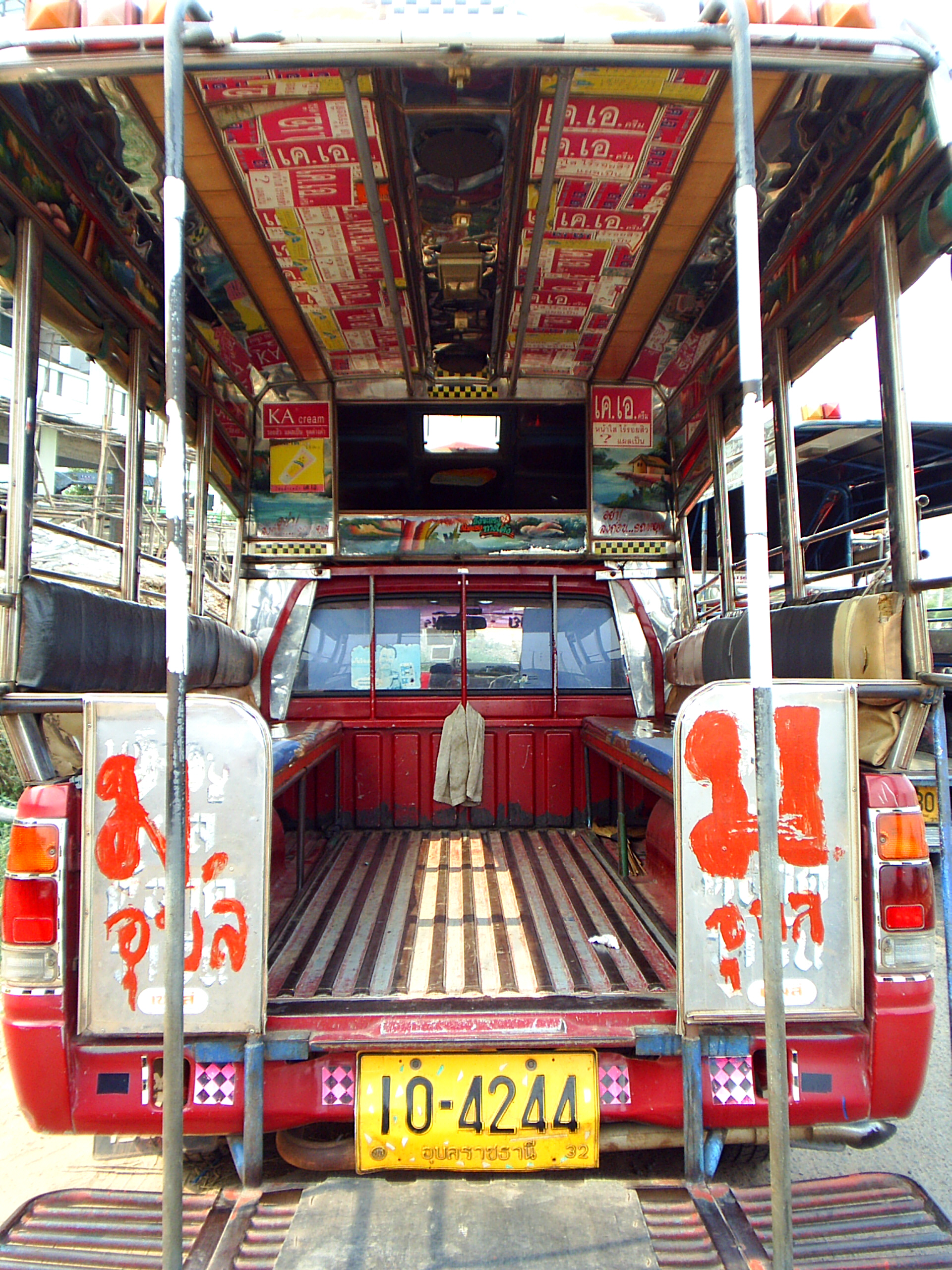
ソンテウの客席

ソンテウ、ソンテオ（タイ語: สองแถว, songthaew）とは、タイで広く普及している、小型トラックの荷台を改造して旅客用とした乗り物である。乗合バス又は乗合タクシーに相当する。また、一般のタクシーのような利用が可能な地域もある。タイ国外にも同様のものがある。

## 概要
バンコクを除くほとんどの都市とその周辺の農村地帯で運行されている。ソンテウとはタイ語で「2列」を意味する。これは、ソンテウの客席がトラックの荷台部分に向かい合わせで配置されており、2列になっているためである。
ソンテウの運行形式は主に2種類あり、路線バスのように決められたルートを運行するものと、タクシーのように客の指示する目的地に向かうものとがある。バス式ソンテウは主に地方都市とその周辺の農村部を結ぶ役割を果たしており、全国に路線網が張り巡らされている。タクシー式ソンテウはチエンマイやハート・ヤイなど一定の規模を持つ地方都市に見られ、市内の移動に利用されている。いずれも一般庶民のもっとも日常的な交通手段として使われており、運賃も安価である。

### タクシー式ソンテウの乗り方
1. まず、通りを流しているソンテウに手で合図をして停める。タイでは相手の頭より高く手を挙げるのは無礼な行為であるため、真横に突き出すのが普通である。
2. ソンテウが停止したら、運転席に駆け寄り運転手に行き先を告げる。運転手の行きたい方向に合致していれば、交渉成立となる。地元の人間はそのまま乗車するが、観光客の場合は乗車する前に運賃の交渉をしたほうがよい。
3. 目的地についたら降車し、運転手に運賃を支払う。

### タクシー式ソンテウの相場
運賃は運転手と交渉して決める。市街地内の移動であれば約10バーツ、数km離れた場所であっても20バーツ未満が相場である（プーケットなどの観光地では30バーツ前後）。また複数人での乗車の場合には、さらに割引されることもある。ソンテウによっては「（市内であれば）どんなに遠くても10バーツ」（均一運賃）のステッカーを貼っていることもあるが、外国人観光客がタイ語を読めないことに乗じて高額の運賃を吹っかけてくる場合もあり、注意が必要である。ただし、多少通常料金よりも高くなったとしても、トゥクトゥクなどの観光客向けの交通機関を利用する場合より安価で済むことがほとんどである。

## タイ国外

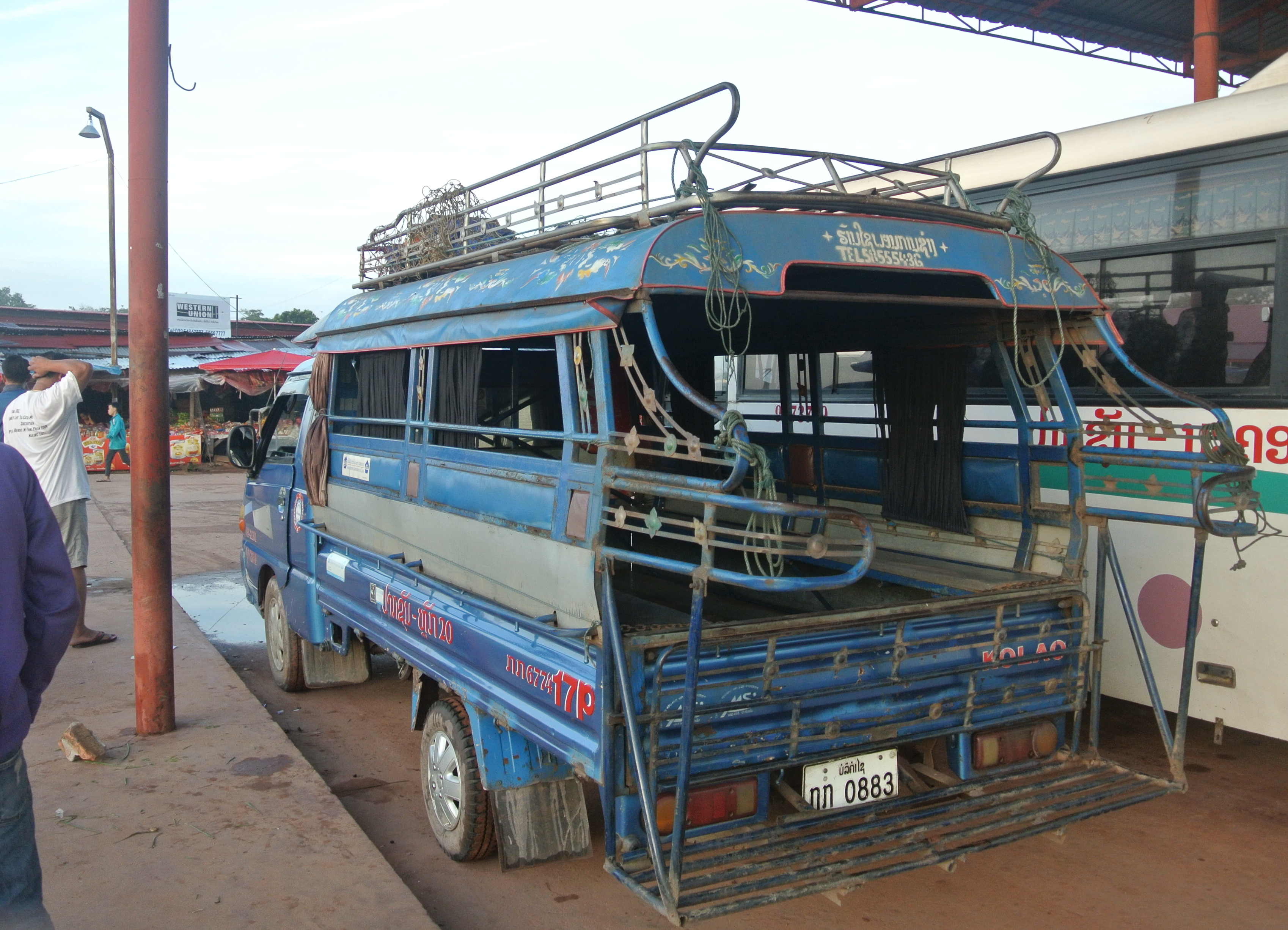
ラオスでバスとして利用されるロット・ドイサーン。ボーリカムサイ県パークサンにて

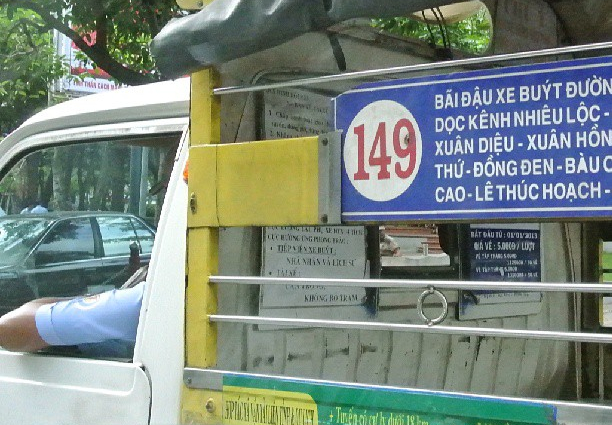
ベトナム、ホーチミン市で見られるソンテウ形式の路線バス

ラオスでは主に都市近郊用バスとして使われており、都市間を結ぶ大型のものは「ロット・ドイサーン」と呼ぶ。また、ベトナムでも路線バスの一部にソンテウと同様の車体を利用したものがある。